# Pískovna Veselá
Pískovna Veselá  je jezero o rozloze vodní plochy 15,0 ha vzniklé po těžbě štěrkopísků ukončené do roku 1989 nalézající se asi 1,5 km jižně od centra města Mnichovo Hradiště na katastru obce Veselá v okrese Mladá Boleslav. Okolo pískovny prochází cyklotrasa vedoucí z Veselé do Mnichova Hradiště. 
Pískovna je nyní využívána pro sportovní rybolov a vodní sporty. 

## Galerie

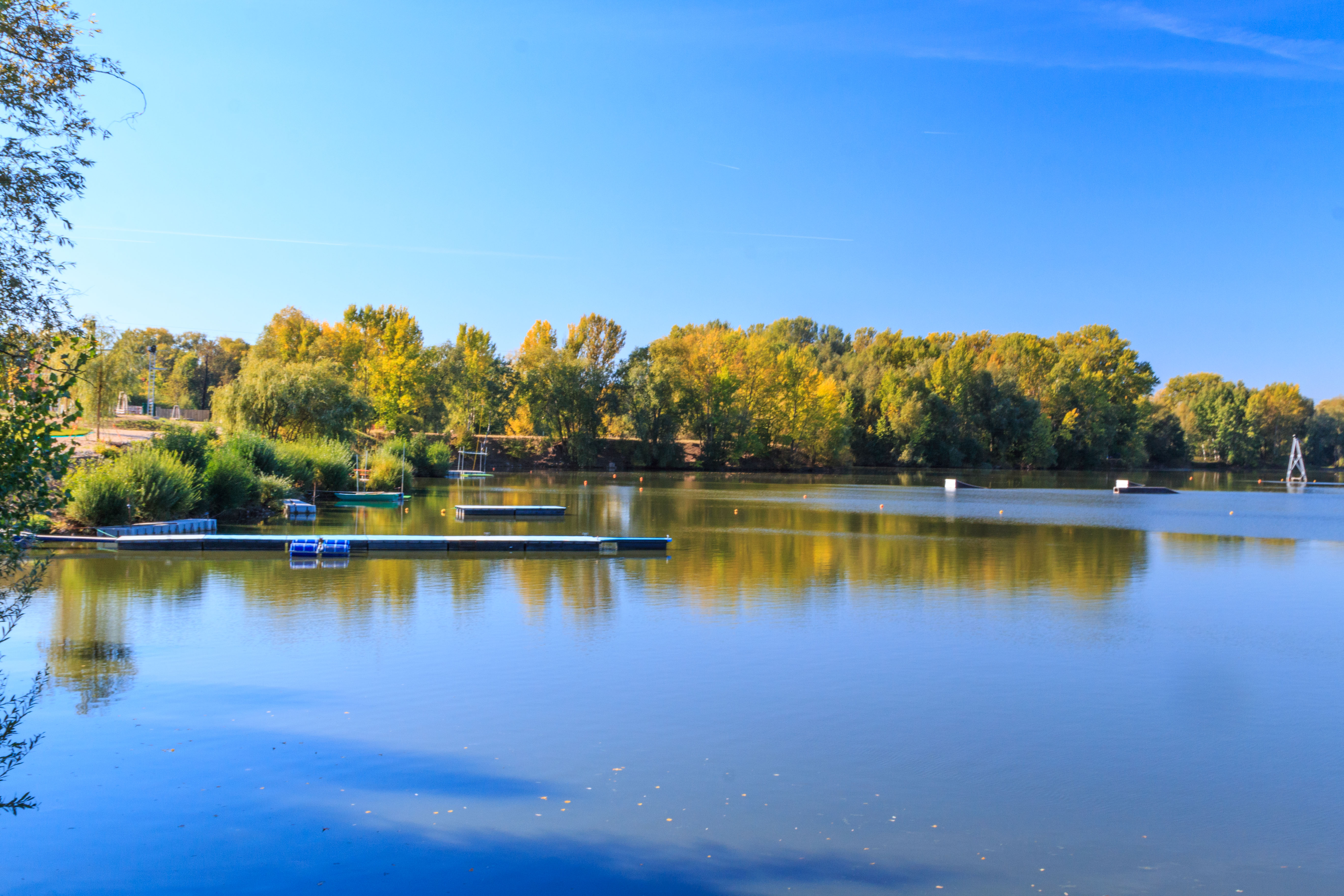
Pískovna Veselá
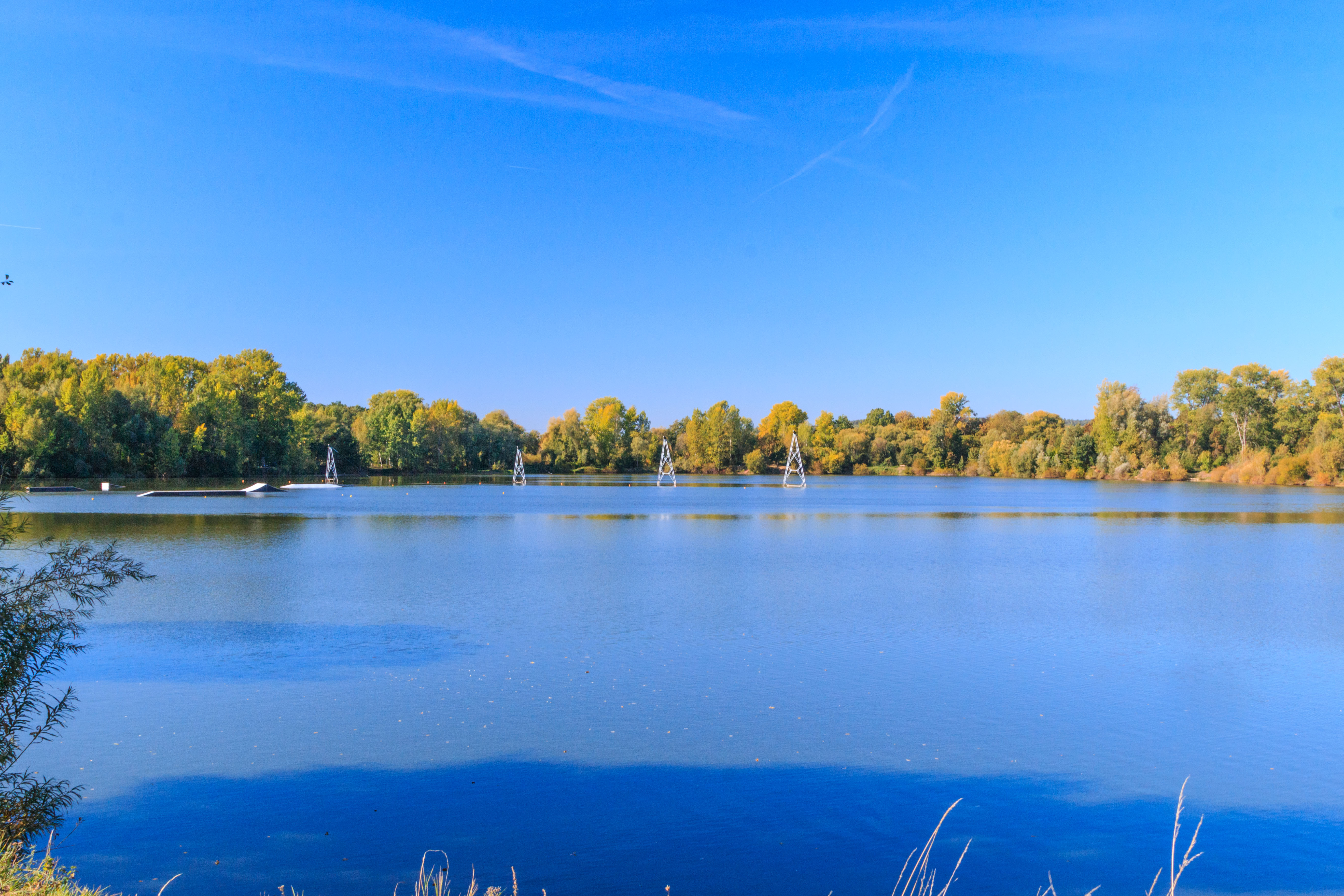
Pískovna Veselá
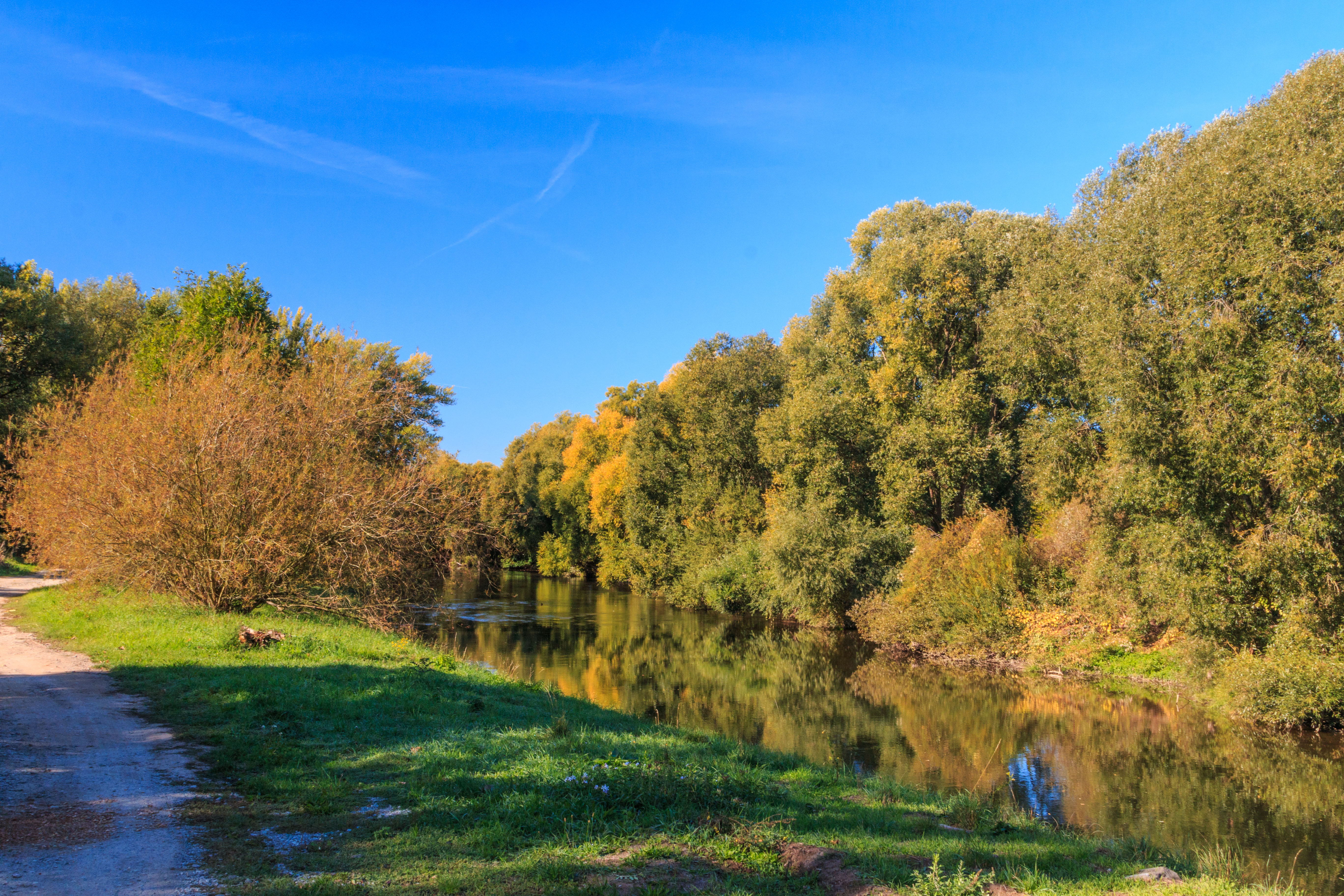
Pískovna Veselá
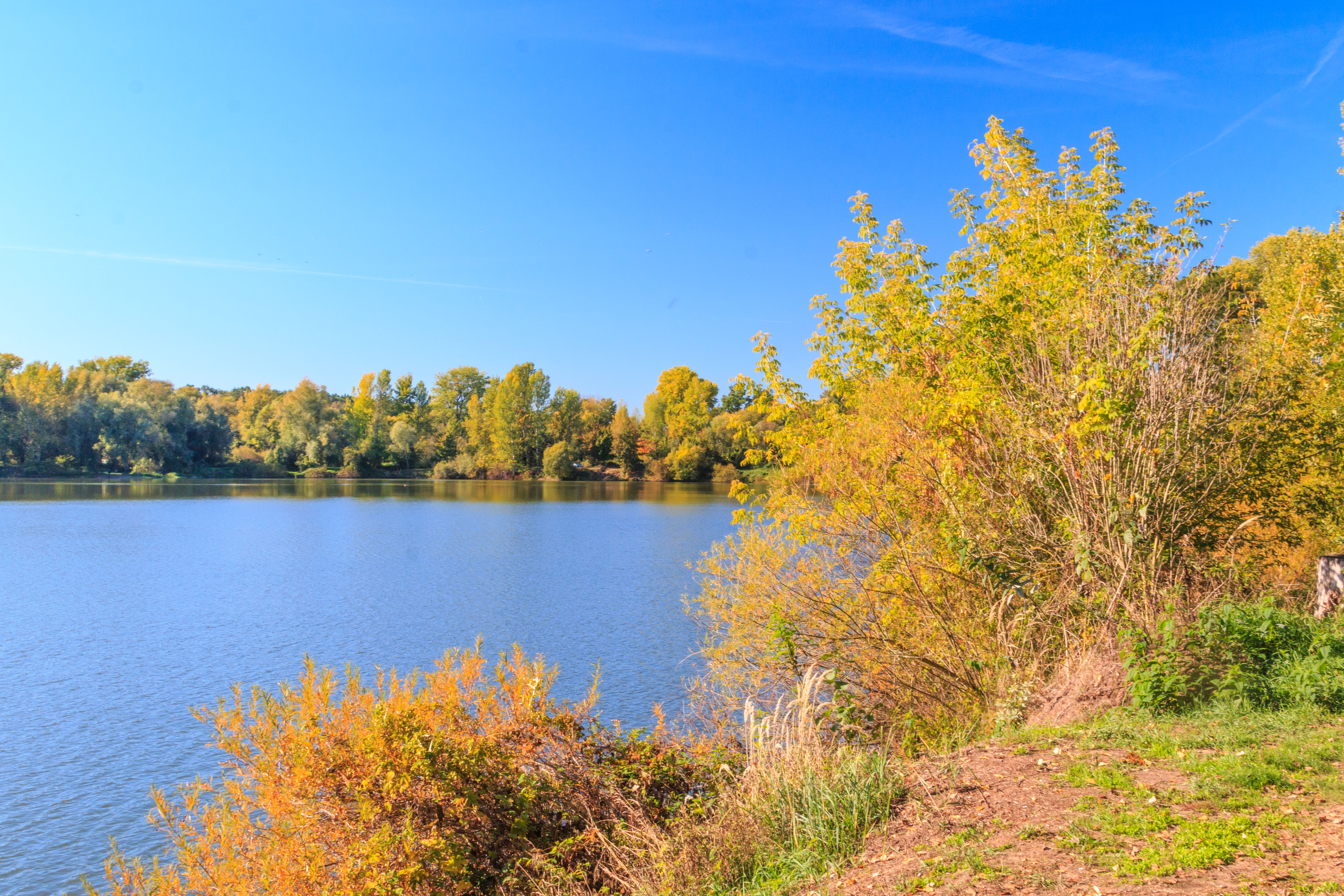
Pískovna Veselá